# Massachusetts Bay
De Provincie Massachusetts Bay was een kroonkolonie van het Koninkrijk Engeland en vervolgens het Koninkrijk Groot-Brittannië in Brits-Amerika.
De Britse monarchen Willem en Maria legden het statuut van de provincie vast in een charter op 7 oktober 1691. Het trad echter in werking vanaf 14 mei 1692 en omvatte de voormalige Massachusetts Bay Colony en Plymouth Colony, alsook de Provincie Maine, Martha's Vineyard, Nantucket en de huidige Canadese provincies Nova Scotia en New Brunswick. Nova Scotia werd autonoom in 1696 en kreeg het statuut van provincie in 1713. De Provincie New Hampshire werd afgescheiden van de Massachusetts Bay op het moment dat deze laatste een provincie werd. Maine maakte nog deel uit van Massachusetts tot in 1820.
De naam Massachusetts is afkomstig van de Algonkische stam Massachusett. Het wordt vertaald als "aan de grootse heuvel", "aan de plaats van grote heuvels".
Vanaf 1691 wordt de geschiedenis van de Provincie Massachusetts Bay gewoonlijk als dezelfde beschouwd als die van Massachusetts. In dat jaar werd het "Willem en Maria Charter" geamendeerd door het "Verklaringscharter" van George I van Groot-Brittannië die de oorspronkelijke rechten van de kolonie deed uitbreiden.
Het koninklijke bestuur van de Provincie Massachusetts Bay hield stand tot rond 7 oktober 1774. Vanaf dat moment richtte het Algemeen Hof van Massachusetts het Provinciaal Congres van Massachusetts op als reactie op de verstrengde controles van de monarch en de ontbinding van het Algemeen Hof door Thomas Gage ter uitvoering van de Massachusetts Government Act. Het was tevens een van de aanleidingen naar de Amerikaanse Onafhankelijkheidsoorlog.
In oktober 1779 werd een akkoord bereikt over de grondwet van Massachusetts of "Bestuursvorm voor het Gemenebest van Massachusetts". Vervolgens werd het in juni 1780 goedgekeurd door de afgevaardigden negen maanden later om in werking te treden op de "laatste woensdag van oktober aanstaande".